# Gynoxys laurifolia
Espèce
Synonymes
- Senecio laurifolius Kunth[2] [1]

Statut de conservation UICN

 VU B1ab(iii) : Vulnérable
Gynoxys laurifolia est une espèce de plantes à fleurs de la famille des Asteraceae.

## Publication originale
- Dictionnaire des Sciences Naturelles, ed. 2, 48: 455. 1827.